# Priska Ming-Nufer
Priska Ming-Nufer (* 11. Februar 1992 als Priska Nufer) ist eine Schweizer Skirennfahrerin. Sie ist auf die schnellen Disziplinen Abfahrt und Super-G spezialisiert.

## Biografie
Priska Nufer stammt aus Alpnach im Kanton Obwalden. Ab November 2007 nahm sie an FIS-Rennen teil, ab Dezember 2008 folgten Einsätze im Europacup. Nachdem sie im November 2008 erstmals ein FIS-Rennen für sich entscheiden konnte, gewann sie zu Beginn des Jahres 2009 zwei Schweizer Juniorenmeistertitel in den Disziplinen Super-G und Riesenslalom. Im Winter 2009/10 gelangen Nufer im Europacup zwei Podestplätze, womit sie in der Super-G-Wertung den vierten Platz belegte. Ein weiterer Europacup-Podestplatz folgte im Winter 2010/11. Ihr bestes Ergebnis bei Junioren-Weltmeisterschaften erzielte sie 2011 in Crans-Montana mit Platz 4 im Super-G.
Am 29. Dezember 2011 debütierte Nufer in Lienz im Weltcup, konnte sich aber beim dort ausgetragenen Slalom nicht für den zweiten Durchgang qualifizieren. Bei ihrem dritten Weltcupeinsatz, am 29. Januar 2012 in St. Moritz, fuhr sie in der Super-Kombination auf den 30. Platz und gewann somit den ersten Weltcuppunkt. In der Saison 2012/13 kam sie wieder im Europacup zum Einsatz. Bei insgesamt 13 Starts im Weltcupwinter 2013/14 fuhr sie dreimal in die Punkteränge, in der darauf folgenden Saison 2014/15 fünfmal, 2015/16 wiederum dreimal. Dabei kam Nufer nie über den 20. Platz hinaus. Besser verlief die Saison 2016/17 mit zwei Top-15-Platzierungen; ihr bestes Ergebnis war Platz 8 in der Abfahrt von Zauchensee am 15. Januar 2017. Am 27. Februar 2018 und am 14. März 2019 übertraf sie dieses Ergebnis deutlich, als sie die Abfahrten von Crans-Montana und Sella Nevea gewann. An den Weltmeisterschaften 2021 in Cortina d’Ampezzo fuhr sie auf den 13. Rang im Super-G. Sie stand nun wieder im Weltcup im Einsatz und erreichte in der Saison 2020/21 den 14. Rang in der Disziplinenwertung des Super-G und in der Saison 2021/22 den 7. Rang in der Disziplinenwertung der Abfahrt. Dabei stand sie am 27. Februar 2022 erstmals auf dem Podest eines Weltcuprennens, als sie die Abfahrt von Crans-Montana gewann.
Nufer reiste zwar zu den Olympischen Winterspielen 2022 in Peking an, erhielt aber keinen Startplatz in der Abfahrt, da sie sich in der teaminternen Qualifikation nicht durchsetzen konnte; in der Kombination schied sie im Slalomdurchgang aus.

## Persönliches
Im Mai 2023 verlobte sie sich mit ihrem Lebensgefährten Patrick Ming. Genau ein Jahr später heirateten sie. Seither trägt sie den Namen Ming-Nufer.

## Erfolge

### Weltmeisterschaften
- Vail/Beaver Creek 2015: 16. Super-G
- Cortina d’Ampezzo 2021: 13. Super-G
- Méribel 2023: 11. Abfahrt, 12. Alpine Kombination
- Saalbach-Hinterglemm 2025: 12. Team-Kombination, 21. Abfahrt

### Weltcup
- 15 Platzierungen unter den besten zehn, davon 1 Sieg:

| Datum            | Ort           | Land    | Disziplin |
| ---------------- | ------------- | ------- | --------- |
| 27. Februar 2022 | Crans-Montana | Schweiz | Abfahrt   |

### Weltcupwertungen
| Saison  | Gesamt | Gesamt | Abfahrt | Abfahrt | Super-G | Super-G | Riesenslalom | Riesenslalom | Kombination | Kombination |
| Saison  | Platz  | Punkte | Platz   | Punkte  | Platz   | Punkte  | Platz        | Punkte       | Platz       | Punkte      |
| ------- | ------ | ------ | ------- | ------- | ------- | ------- | ------------ | ------------ | ----------- | ----------- |
| 2011/12 | 115.   | 1      | –       | –       | –       | –       | –            | –            | 38.         | 1           |
| 2013/14 | 88.    | 29     | 47.     | 9       | 44.     | 10      | –            | –            | 21.         | 10          |
| 2014/15 | 79.    | 37     | 46.     | 2       | 32.     | 26      | –            | –            | 22.         | 9           |
| 2015/16 | 94.    | 26     | 41.     | 11      | 48.     | 5       | –            | –            | 38.         | 10          |
| 2016/17 | 67.    | 110    | 32.     | 42      | 29.     | 46      | –            | –            | 30.         | 22          |
| 2017/18 | 47.    | 171    | 31.     | 50      | 23.     | 77      | –            | –            | 12.         | 44          |
| 2018/19 | 64.    | 90     | 36.     | 31      | 34.     | 27      | –            | –            | 8.          | 32          |
| 2019/20 | 48.    | 124    | 29.     | 52      | 27.     | 50      | –            | –            | 21.         | 22          |
| 2020/21 | 26.    | 248    | 17.     | 125     | 14.     | 102     | 38.          | 21           | –           | –           |
| 2021/22 | 29.    | 304    | 7.      | 257     | 30.     | 47      | –            | –            | –           | –           |
| 2022/23 | 45.    | 183    | 20.     | 139     | 34.     | 44      | –            | –            | –           | –           |
| 2023/24 | 44.    | 204    | 19.     | 148     | 27.     | 56      | –            | –            | –           | –           |

### Europacup
- Saison 2009/10: 4. Super-G-Wertung
- Saison 2010/11: 8. Super-G-Wertung, 10. Abfahrtswertung
- Saison 2011/12: 6. Abfahrtswertung
- Saison 2017/18: 8. Abfahrtswertung
- Saison 2018/19: 10. Abfahrtswertung
- 6 Podestplätze, davon 2 Siege:

| Datum            | Ort           | Land    | Disziplin |
| ---------------- | ------------- | ------- | --------- |
| 27. Februar 2018 | Crans-Montana | Schweiz | Abfahrt   |
| 14. März 2019    | Sella Nevea   | Italien | Abfahrt   |

### Juniorenweltmeisterschaften
- Garmisch-Partenkirchen 2009: 11. Abfahrt, 17. Super-G, 35. Riesenslalom
- Mont Blanc 2010: 16. Abfahrt, 17. Kombination, 33. Riesenslalom, 47. Slalom
- Crans-Montana 2011: 4. Super-G, 6. Abfahrt, 21. Slalom
- Roccaraso 2012: 15. Slalom, 19. Riesenslalom
- Québec 2013: 7. Abfahrt, 16. Super-G

### Weitere Erfolge
- 2 Schweizer Meistertitel (Abfahrt 2018 und 2019)
- 2 Schweizer Juniorenmeistertitel (Super-G und Riesenslalom 2009)
- 6 Siege in FIS-Rennen